# Helge Andersson (skådespelare)
Helge Leonard Andersson, född 14 juli 1894 i Hölö församling, död 21 januari 1949 i Katarina församling i Stockholm, var en svensk skådespelare och pjäsförfattare.

## Biografi
Helge Andersson var son till lantbrukaren Johan och Tekla Andersson. Filmdebuten skedde 1930 i Gustaf Edgrens Kronans kavaljerer och han kom att medverka i ett 60-tal filmproduktioner. På 1930-talet skrev han även ett tjugotal sketcher och kortare pjäser.
Helge Andersson är begravd på Skogskyrkogården i Stockholm.

## Filmografi
- 1930 – Kronans kavaljerer
- 1930 – Fridas visor
- 1931 – Skepp ohoj!
- 1931 – Brokiga Blad
- 1931 – Röda dagen
- 1931 – Falska miljonären
- 1931 – Skepparkärlek
- 1931 – En kärleksnatt vid Öresund
- 1931 – Markurells i Wadköping
- 1932 – Söderkåkar
- 1932 – Lyckans gullgossar
- 1932 – Jag gifta mig – aldrig
- 1934 – Sången om den eldröda blomman
- 1934 – Anderssonskans Kalle
- 1934 – Sången till henne
- 1934 – Simon i Backabo
- 1934 – Kungliga Johansson
- 1934 – Karl Fredrik regerar
- 1934 – Hon eller ingen
- 1935 – Valborgsmässoafton
- 1935 – Flickornas Alfred
- 1935 – Ebberöds bank
- 1936 – 65, 66 och jag
- 1936 – Skeppsbrutne Max
- 1936 – Han, hon och pengarna
- 1936 – Släkten är värst
- 1936 – 33.333
- 1937 – Klart till drabbning
- 1937 – Mamma gifter sig
- 1938 – Bara en trumpetare
- 1938 – Goda vänner och trogna grannar
- 1938 – Med folket för fosterlandet
- 1939 – Filmen om Emelie Högqvist
- 1939 – Då länkarna smiddes
- 1940 – Stål
- 1940 – En sjöman till häst
- 1940 – Vi Masthuggspojkar
- 1941 – En fattig miljonär
- 1942 – Rid i natt!
- 1942 – Fallet Ingegerd Bremssen
- 1943 – Tåg 56
- 1943 – Som fallen från skyarna
- 1943 – Stora skrällen
- 1943 – Professor Poppes prilliga prillerier
- 1943 – Älskling, jag ger mig (film, 1943)
- 1943 – Aktören
- 1943 – Anna Lans
- 1943 – En fånge har rymt
- 1943 – Kungsgatan
- 1944 – Kejsarn av Portugallien
- 1944 – Vi behöver varann
- 1944 – Lev farligt
- 1945 – Oss tjuvar emellan eller En burk ananas
- 1945 – Maria på Kvarngården
- 1946 – Stiliga Augusta
- 1947 – Stackars lilla Sven
- 1947 – Tösen från Stormyrtorpet
- 1947 – Försummad av sin fru
- 1947 – Får jag lov, magistern!
- 1948 – Nu börjar livet
- 1949 – Sjösalavår

## Teater

### Roller (ej komplett)
| År   | Roll                               | Produktion                                                    | Regi               | Teater            |
| ---- | ---------------------------------- | ------------------------------------------------------------- | ------------------ | ----------------- |
| 1923 | Ingenjör Ernst Bjarne, vän i huset | Stiliga Agusta Gustaf af Geijerstam                           | Leopold Edin       | Lilla Folkteatern |
| 1923 |                                    | 33,333 Algot Sandberg                                         | Leopold Edin       | Lilla Folkteatern |
| 1923 | Paff                               | Miljonär för en dag Fredrik Lindholm                          | Leopold Edin       | Lilla Folkteatern |
| 1923 | Teodor Skoglund Notarien Klint     | Kusin Teodor (Die Goldgrube) Carl Laufs och Wilhelm Jacoby    | John Norrman       | Lilla Folkteatern |
| 1923 | Muraren Lausen                     | Som medlem av familjen Emil Gade                              | John Norrman       | Lilla Folkteatern |
| 1924 | Anders Mattsson                    | När Svält-Jerker skulle skaffa sig arvinge Kristoffer Klemens | John Norrman       | Lilla Folkteatern |
| 1924 |                                    | Paradiset Anders Asping                                       | John Norrman       | Lilla Folkteatern |
| 1925 |                                    | En sjöman kommer hem Ragnar Holmström                         | John Norrman       | Lilla Folkteatern |
| 1925 |                                    | Den stackars Herman Gustav Nilsson                            |                    | Lilla Folkteatern |
| 1931 | Fjärdingsmannen                    | Bandet August Strindberg                                      | Harry Roeck-Hansen | Blancheteatern    |
| 1942 | Smith                              | Teaterbåten (Show Boat) Jerome Kern och Oscar Hammerstein II  | Leif Amble-Naess   | Oscarsteatern     |
| 1944 | Cantor, regissör                   | Serenad Staffan Tjerneld och Lajos Lajtai                     | Leif Amble-Naess   | Oscarsteatern     |